# أولف ساندستروم
أولف ساندستروم (بالسويدية: Ulf Sandström)‏ هو موسيقي وعازف بيانو سويدي، ولد في 18 أغسطس 1964.

## وصلات خارجية
- الموقع الرسمي
- أولف ساندستروم على موقع ميوزك برينز (الإنجليزية)